# Whitney-Gletscher
Der Whitney-Gletscher ist ein 10 km langer Gletscher in der antarktischen Ross Dependency. Im Königin-Maud-Gebirge fließt er vom Mount Ellsworth in nordöstlicher Richtung zum Amundsen-Gletscher, den er südlich des Robinson Bluff erreicht.
Entdeckt und kartiert wurde er bei der US-amerikanischen Byrd Antarctic Expedition (1928–1930). Das Advisory Committee on Antarctic Names benannte den Gletscher 1967 nach dem US-amerikanischen Meteorologen for Raymond L. Whitney, der im Winter 1961 auf der Amundsen-Scott-Südpolstation tätig war.